# Mamoudzou
Mamoudzou là thủ phủ của vùng hải ngoại Mayotte của Pháp, ở Ấn Độ Dương. Mamoudzou là thành phố lớn nhất ở Mayotte. Thành phố này nằm trên Grande-Terre (hay Mahoré), đảo chính của Mayotte. Thủ đô trước đây của Mayotte là Dzaoudzi nằm trên hòn đảo nhỏ Petite-Terre (hay Pamanzi), nhưng Mamoudzou đã được chọn làm thủ đô vào năm 1977. Hòn đảo này nằm trong eo biển Mozambique, giữa bắc Mozambique và nam Madagascar.
Thành phố (commune) này có 6 làng cùng khu trung tâm, cũng gọi là Mamoudzou. Các làng đó là: Kawéni, Mtsapéré, Passamainti, Vahibé, Tsoundzou I and Tsoundzou II.
Thành phố này được chia ra làm 3 tổng: Mamoudzou I, Mamoudzou II and Mamoudzou III.

## Nhân khẩu
Dưới đây là dân số Mamoudzou qua các năm: